# Rio Iracema
O rio Iracema é um curso de água do estado de Santa Catarina, no Brasil. 
Uma das cidades banhadas por suas águas é Iraceminha, que por esse motivo foi assim batizada pelos colonizadores.